# Cymatoica orientalis
Cymatoica orientalis är en musselart som först beskrevs av Dall 1890.  Cymatoica orientalis ingår i släktet Cymatoica och familjen Tellinidae.

## Underarter
Arten delas in i följande underarter:
- C. o. orientalis
- C. o. hendersoni